# Strada statale 190 delle Solfare
La strada statale 190 delle Solfare (SS 190) è una strada statale italiana che collega la città di Canicattì a Gela.

## Percorso
La strada ha origine a Canicattì in provincia di Agrigento dalla strada statale 122 Agrigentina e dopo pochi km entra nella provincia di Caltanissetta con un percorso tortuoso tra zone brulle tipico delle zone collinari della Sicilia interna.
Di molta importanza nel periodo in cui era fiorente l'industria zolfifera (ne porta la traccia nella sua denominazione), attraversa uno dei bacini più importanti tra cui è la dismessa miniera Trabia-Tallarita, complesso minerario, in corrispondenza della vallata del fiume Imera Meridionale che da essa viene attraversato con un ponte in muratura. Nei pressi di tale ponte è anche presente l'innesto della Strada statale 626. Alcuni chilometri prima del suo termine, a Ponte Olivo, passa nei pressi del lago Disueri.
I centri abitati attraversati lungo il suo percorso sono Delia, Sommatino e Riesi, tramite variante, mentre passa poco distante da Mazzarino, raggiungibile mediante la strada statale 191 di Pietraperzia dal bivio Vigne Vanasco o anche mediante la strada provinciale 27 Mazzarino-Riesi. Termina infine qualche chilometro a nord di Gela, innestandosi sulla strada statale 117 bis Centrale Sicula, non lontano da dove era ubicato una volta l'aeroporto di Ponte Olivo. La tratta compresa tra il Bivio Vigne Vanasco e il Bivio Ponte Olivo fa parte del vecchio collegamento Caltanissetta - Gela.

### Tabella percorso
| delle Solfare |                                               |      |           |
| Tipo          | Indicazione                                   | ↓km↓ | Provincia |
|               | Canicattì Agrigentina di Licata di Naro       | 0,0  | AG        |
|               | Tangenziale Est di Canicattì                  | 1,1  | AG        |
|               | Delia per Caltanissetta                       | 7,2  | CL        |
|               | Sommatino per Caltanissetta                   | 16,1 | CL        |
|               | Bivio Mintina di Campobello di Licata         | 21,2 | CL        |
|               | Licata-Braemi                                 | 22,6 | CL        |
|               | Fiume Salso                                   | 23,3 | CL        |
|               | Miniera Trabia Tallarita                      | 23,6 | CL        |
|               | per Riesi                                     | 29,0 | CL        |
|               | Riesi                                         | 34,0 | CL        |
|               | Bivio Le Schette per Ponte Braemi per Licata  | 36,0 | CL        |
|               | per Butera                                    | 36,3 | CL        |
|               | Bivio Judeca per Mazzarino                    | 37,7 | CL        |
|               | della Valle del Salso                         | 38,1 | CL        |
|               | Bivio Vigne Vanasco di Pietraperzia           | 45,4 | CL        |
|               | per Butera                                    | 46,8 | CL        |
|               | per Gela                                      | 56,5 | CL        |
|               | Bivio Ponte Olivo Centrale Sicula per Niscemi | 65,5 | CL        |